# ブルクヴィントハイム
ブルクヴィントハイム (ドイツ語: Burgwindheim) は、ドイツ連邦共和国バイエルン州オーバーフランケン行政管区のバイロイト郡に属する市場町で、エーブラハ行政共同体を構成する。

## 地理
ブルクヴィントハイムは、バンベルクの南西、シュタイガーヴァルト内に位置する。西のエーブラハ、東のブルクエーブラハの間にあり、ミットレーレン・エーブラハ川が流れる。

### 自治体の構成
この町は、公式には11の地区 (Ort) からなる。このうち孤立農場などを除く集落を以下に列記する。
| - ブルクヴィントハイム - カペル - ケーリングスドルフ - ケッチュ - ミッテルシュタイナハ | - オーバーヴァイラー - シュラッパハ - ウンターシュタイナハ - ウンターヴァイラー |

## 歴史
地名の由来は明らかでない。"Wind"と名乗る人々が入植したということかも知れないし、ヴェント族の移動の痕跡であるのかも知れない。紋章の跳ねるイヌ（ヴェント族の象徴）がヒントなのかも知れない。
この町は1140年に文献上で初めて言及されている。1278年に騎士のルーデヴィヒ・フォン・ヴィンデハイムは、その遺産をエーブラハのシトー会修道院に遺贈した。1363年に皇帝カール4世から市場の開催権を授けられ、これによりシュタイガーヴァルトで最も古い市場町となった。
1803年の帝国代表者会議主要決議以降、この町はバイエルンに属した。エーブラハ修道院は、事実上初めて世俗化により帝国直属を認められたが、その地所までは認められなかった。これらはヴュルツブルクの司教本部領や、一部はトスカーナ大公フェルディナンド3世が得たが、大部分はバイエルンに留まった。
1972年の市町村再編で、それまで独立の自治体であったケチュ、ウンターシュタイナハ、およびウンターヴァイラーがブルクヴィントハイムに編入された。現在、この町は9つの地区から成る。ケチュ、カペル、シュラパハ、ウンターシュタイナハ、ミッテルシュタイナハ、オーバーシュタイナハ、ウンターヴァイラー、オーバーヴァイラーおよびケーリングスドルフである。

### 人口推移
この地域の人口は、1970年 1,375人、1987年 1,350人、2000年 1,445人であった。

## 行政
町長は、ヨハネス・ポーレンツ (DLB/BBL) である。

### 紋章
銀地に、金の王冠と金の首輪をつけた黒いイヌが跳躍している。

## ホスチアの奇跡
1465年の聖体の祭列の際に起こったホスチアの奇跡は、ブルクヴィントハイムを巡礼の地にした。聖体顕示台が『人の力によるでも、風に押されたのでもなく』祭壇に倒れ、ホスチア（キリストの体になぞらえたパン）が地面に落ちた。司祭は、すべてのスタッフを動員したがそれを地面から持ち上げることができなかった。仕方がないので木製の囲いを造り、ホスチアを護ることにした。エーブラハの修道院が8日間の祈祷の準備をしたところ、ホスチアは再び持ち上がるようになった。これを聞いたエーブラハ修道院は、ホスチアを運び、教区教会へ戻した。この出来事は奇跡とされ、わずか2年後にはすでに『聖なる血』の礼拝堂が建てられた。1625年に泉が湧くと奇跡を強く裏付けるものとして巡礼者の数は増えて行った。

## 引用
1. ↑  https://www.statistikdaten.bayern.de/genesis/online?operation=result&code=12411-003r&leerzeilen=false&language=de Genesis-Online-Datenbank des Bayerischen Landesamtes für Statistik Tabelle 12411-003r Fortschreibung des Bevölkerungsstandes: Gemeinden, Stichtag (Einwohnerzahlen auf Grundlage des Zensus 2011)
2. ↑  Bayerische Landesbibliothek Online